# Synogarlica brunatna
Synogarlica brunatna (Nesoenas picturatus) – gatunek średniej wielkości ptaka z rodziny gołębiowatych (Columbidae). Występuje na Madagaskarze, Maskarenach i innych okolicznych wyspach, między innymi w obrębie Kanału Mozambickiego. Nie jest zagrożony wyginięciem; dwa podgatunki wymarły.

## Taksonomia
Po raz pierwszy gatunek opisał Coenraad Jacob Temminck w 1813. Holotyp pochodził z Mauritiusu. Autor nadał nowemu gatunkowi nazwę Columba Picturata. Obecnie (2023) Międzynarodowy Komitet Ornitologiczny (IOC) umieszcza synogarlicę brunatną w rodzaju Nesoenas, podobnie jak autorzy Handbook of the Birds of the World. Dawniej gatunek był umieszczany w rodzajach Streptopelia lub Columba. Systematyka w obrębie podgatunków sporna.

## Podgatunki i zasięg występowania
IOC wyróżnia następujące podgatunki:
- †N. p. rostratus (Bonaparte, 1855) – synogarlica seszelska[7] – Seszele[4]
- †N. p. aldabranus (P.L. Sclater, 1872) – Amiranty[4]
- N. p. coppingeri (Sharpe, 1884) – Aldabra, South (Cosmoledo), Glorieuses; dawniej także na Menai (Cosmoledo), Astove i Assumption[4] (gdzie wymarł w latach 70. XX wieku[6])
- N. p. comorensis (E. Newton, 1877) – Komory[4]
- N. p. picturatus (Temminck, 1813) – synogarlica brunatna[7] – Madagaskar[4]

Ptaki podgatunku nominatywnego wprowadzono na Seszele, Amiranty i Mauritius. Prawdopodobne hybrydy wprowadzono na Diego Garcia (archipelag Czagos).

## Morfologia
Długość ciała wynosi około 28 cm, masa ciała: 146–188 g. Synogarlice brunatne to krępe gołębie o stosunkowo małych rozmiarach ciała oraz krótkich nogach. Ciemię, kark i przód głowy są szaroniebieskie. Tył i boki szyi porastają ułożone w rzędach pióra używane podczas zalotów, czarne u nasady i bladofioletowe na końcówkach. Płaszcz ciemny, fiołkoworóżowy, na barkówkach ten kolor przechodzi w purpurę. Lotki II i III rzędu czerwonobrązowe, pokrywy skrzydłowe większe bardziej czerwonawe, a średnie i mniejsze – intensywniej purpurowe. Górna część grzbietu na obszarze między barkówkami popielatobrązowa. Niższa część grzbietu i kuper niebieskoszare, pokrywy nadogonowe bardziej brązowoszare. Środkowe sterówki brązowe z szarawym nalotem, zewnętrzne sterówki czarniawe z białymi końcówkami. Przód szyi i pierś jasne, o fiołkowym kolorze. Niższa część piersi jasnoróżowa, brzuch i pokrywy podogonowe białawe. Tęczówka brązowa, dziób purpurowy z niebieskoszarą końcówką, stopy czerwone. Samice wyróżniają się bardziej matowym upierzeniem, czerwonawym odcieniem płaszcza i pokryw skrzydłowych oraz szarą końcówką ogona. Synogarlice seszelskie wyróżniały się szczegółami upierzenia oraz mniejszymi wymiarami i bardziej zaokrąglonymi, krótszymi skrzydłami.

## Ekologia i zachowanie

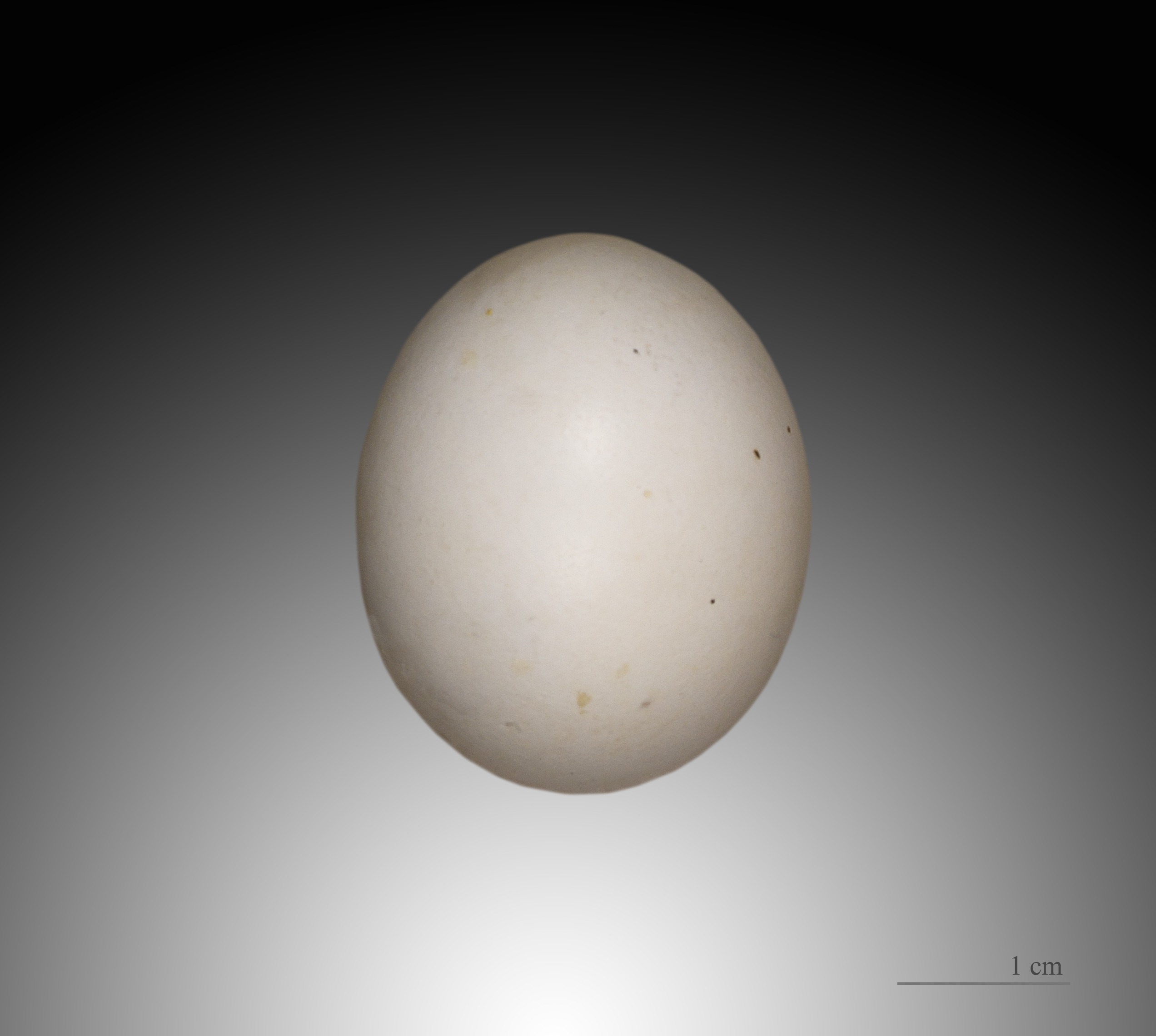
Jajo z kolekcji muzealnej

Środowiskiem życia synogarlic brunatnych są głównie lasy (w tym pierwotne i wtórne lasy wiecznie zielone), lecz pojawiają się też w zdegradowanych zadrzewieniach, na terenach rolniczych i w pobliżu siedlisk ludzkich. Występują od poziomu morza do 2000 m n.p.m. Prowadzą osiadły tryb życia, jednak mogą przemieszczać się pomiędzy wyspami, prawdopodobnie celem żerowania i zyskania dostępu do wody słodkiej. Zwykle przebywają samotnie lub w parach, okazjonalnie w małych grupach. Żerują na ziemi. Zjadają głównie nasiona, czasem też opadłe owoce, kwiaty, pączki kwiatowe, liście, owady i inne bezkręgowce.

### Lęgi
Okres lęgowy na Madagaskarze trwa od lipca do lutego, na Komorach – od października do listopada, na Reunionie – od czerwca do kwietnia, Aldabrze – od października do maja, na Wyspach Wewnętrznych (część Seszeli) – od października do marca. Podczas zalotów samiec unosi ciało i nadyma szyję. Gniazdo ma formę luźnej platformy utworzonej z gałązek, ulokowane jest na drzewie lub krzewie, 1,5–5 m nad ziemią. Na Aldabrze gniazdują czasem na drzewach namorzynowych, zaś na Seszelach – na rzewniach (Casuarina). Zniesienie liczy 2 jaja, skorupka biała. Brak informacji na temat wysiadywania i życia piskląt do opierzenia. Dane z niewoli z początku XX wieku mówią o 14–15 dniach inkubacji, jedna informacja z 1962 – o 18 dniach.

## Status
IUCN uznaje synogarlicę brunatną za gatunek najmniejszej troski (LC, Least Concern) nieprzerwanie od 1988 (stan w 2022). Liczebność populacji nie została oszacowana, ale ptak ten opisywany jest jako lokalnie dość pospolity. Trend liczebności podgatunku nominatywnego na Madagaskarze oceniany jest jako stabilny. Synogarlice seszelskie wymarły wskutek krzyżowania z synogarlicami brunatnymi. Do połowy lat 90. XX wieku ich zasięg ograniczył się jedynie do Bird Island, gdzie współcześnie również występują osobniki z cechami mieszańców. Przedstawiciele S. p. aldabrana wymarli najprawdopodobniej wskutek tępienia ich jako szkodników żerujących na suszącej się koprze.